# My Favourite Game
«My Favourite Game» es una canción de rock alternativo escrita por Peter Svensson y Nina Persson, componentes de The Cardigans. El sencillo fue tomado del álbum Gran Turismo (1998). El sencillo es la pista octava del álbum, y fue lanzado como su primer sencillo.
La música apareció en el vídeo introductorio de la versión "Arcade" del videojuego Gran Turismo 2 (con excepción de la versión japonesa) y también en la versión beta de Need for Speed: Carbono.
La canción esta en el puesto N°187 de Rock & Pop 20 Años 200 Canciones.

## Composición, grabación y producción
«My Favourite Game» fue escrita por el guitarrista Peter Svensson y la cantante Nina Persson durante las sesiones de grabación del álbum de estudio Gran Turismo entre mayo y julio de 1998. La canción, al igual que los otros temas del álbum, fue grabada en el Tore Johansson en Skurup, Suecia. La canción fue escrita sobre lo mal que va una relación cuando tratas de cambiar a una persona, ella siente que está perdiendo a la persona que amaba y dice en el último fragmento cantado "You're losing a saviour & a Saint" lo que hace referencia a que quiere terminar la relación.

## Video musical
El vídeo musical empieza con Nina buscado una roca en medio del desierto que luego pone en el acelerador de un viejo Cadillac Eldorado, ella quita el freno de mano, arranca el auto y empieza la canción.
Nina va conduciendo sin temor a chocar por toda la carretera cometiendo una serie de accidentes cuando llega a un pueblo donde choca más y atropella un par de hombres luego gira para volver a la carretera donde se encuentra frente a una camioneta, ella se para en el asiento y choca contra la camioneta cuando termina la canción. El vídeo musical tiene 4 versiones, siendo la única diferencia los sucesos durante y después del choque.
Final "Dead": Sale volando y yace fallecida en medio de la carretera.
Final "Stone": Sale volando pero solo queda con una mancha de sangre en la cara hasta que cae la roca que iba con ella en el auto y le golpea en la cabeza, dejándola inconsciente.
Final "Head": Justo al salir volando, el parabrisas de la camioneta la decapita, y la cabeza termina en medio de la carretera, cerca de los vehículos.
Final "Walkaway": Es similar al final "Dead", sin embargo momentos más tarde se levanta, sacude sus pantalones y se va.
En Reino Unido consideraron muy violento el vídeo y lo cambiaron por uno en el que Nina solo va conduciendo sin accidentes por la carretera escuchando la radio y cantando la canción.

## Formatos
- Sencillo CD, Pt. 1

1. «My Favourite Game» - 3:36
2. «War» (First try) - 4:07
3. «Sick & Tired»(live) - 3:24

- Sencillo CD, Pt. 2

1. «My Favourite Game» - 3:36
2. «My Favourite Game» (Wubbledub mix) -
3. «Lovefool» (live) -

- Maxi single CD

1. «My Favourite Game» - 3:36
2. «War (First try)» - 4:07
3. «War» - 3:56

## Posición
| Lista                             | Puesto |
| --------------------------------- | ------ |
| Belgian Singles Chart             | 44     |
| Canadian Singles Chart            | 19     |
| Dutch Mega Singles Top 100        | 15     |
| France                            | 27     |
| New Zealand                       | 36     |
| Swedish Top 100 Singles           | 3      |
| Tokio Hot 100                     | 3      |
| UK Top 75 Singles                 | 14     |
| U.S. Billboard Modern Rock Tracks | 16     |